# Непријатељ (филм из 2013)
„Непријатељ“ (енгл. Enemy) је канадско-шпански психолошки трилер из 2013. који је режирао Дени Вилнев. Сценарио написан од стане Хавијера Гијона делимично је заснован на роману „Удвојени човек“ португалског нобеловца Жозеа Сарамага. У филму Џејк Џиленхол тумачи две физички идентичне особе, док су улоге њихових партнерки поверене Сари Гадон и Мелани Лоран. У филму се појављује и Изабела Роселини у епизодној улози мајке главног јунака. Овај филм је друга сарадња Џиленхола и Вилнева у 2013. Претходно су сарађивали у филму „Затвореници“.
Непријатељ је приказан 2013. у посебној селекцији на Интернационалном фестивалу у Торонту. Освојио је пет Канадских филмских награда, укључујући и награде за најбољу режију, најбољу женску споредну улогу и најбољи филм.

## Заплет
Адам Бел (Џејк Џиленхол) је професор историје на универзитету у Торонту. Одговоран и савестан главни јунак рутински обавља своје дневне обавезе, све док гледајући изнајмљени филм не угледа глумца у епизодној улози који је физички идентичан њему. Убрзо покушава да ступи са њим у контакт.

## Улоге
| Глумац           | Улога                |
| ---------------- | -------------------- |
| Џејк Џиленхол    | Адам Бел/Ентони Клер |
| Мелани Лоран     | Мери                 |
| Сара Гадон       | Хелен Клер           |
| Изабела Роселини | мајка                |